# Berlinia coriacea
Berlinia coriacea es una especie de leguminosa perteneciente a la subfamilia Caesalpinioideae. Se encuentra solamente en  Nigeria. Está considerada en peligro de extinción por la pérdida de hábitat.

## Descripción
Este arbusto o pequeño árbol con flores vistosas, alcanza hasta los 12 m de altura, con un tronco de hasta 30 cm de diámetro; la corona tiene gran difusión. Se registra solo en el sudoeste de Nigeria , donde se encuentra en los bosques pantanosos.